# 小泉八云纪念馆

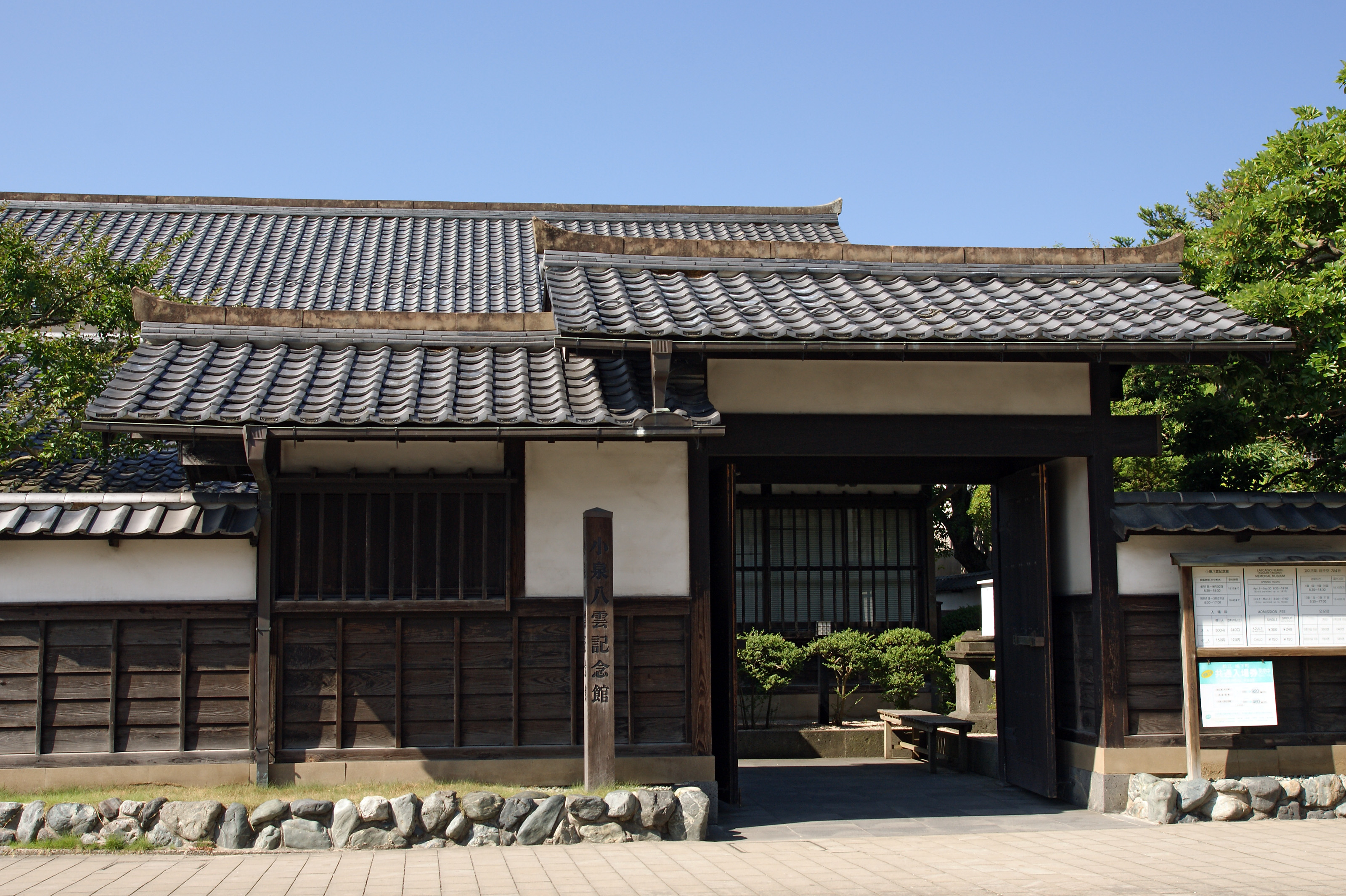
博物馆

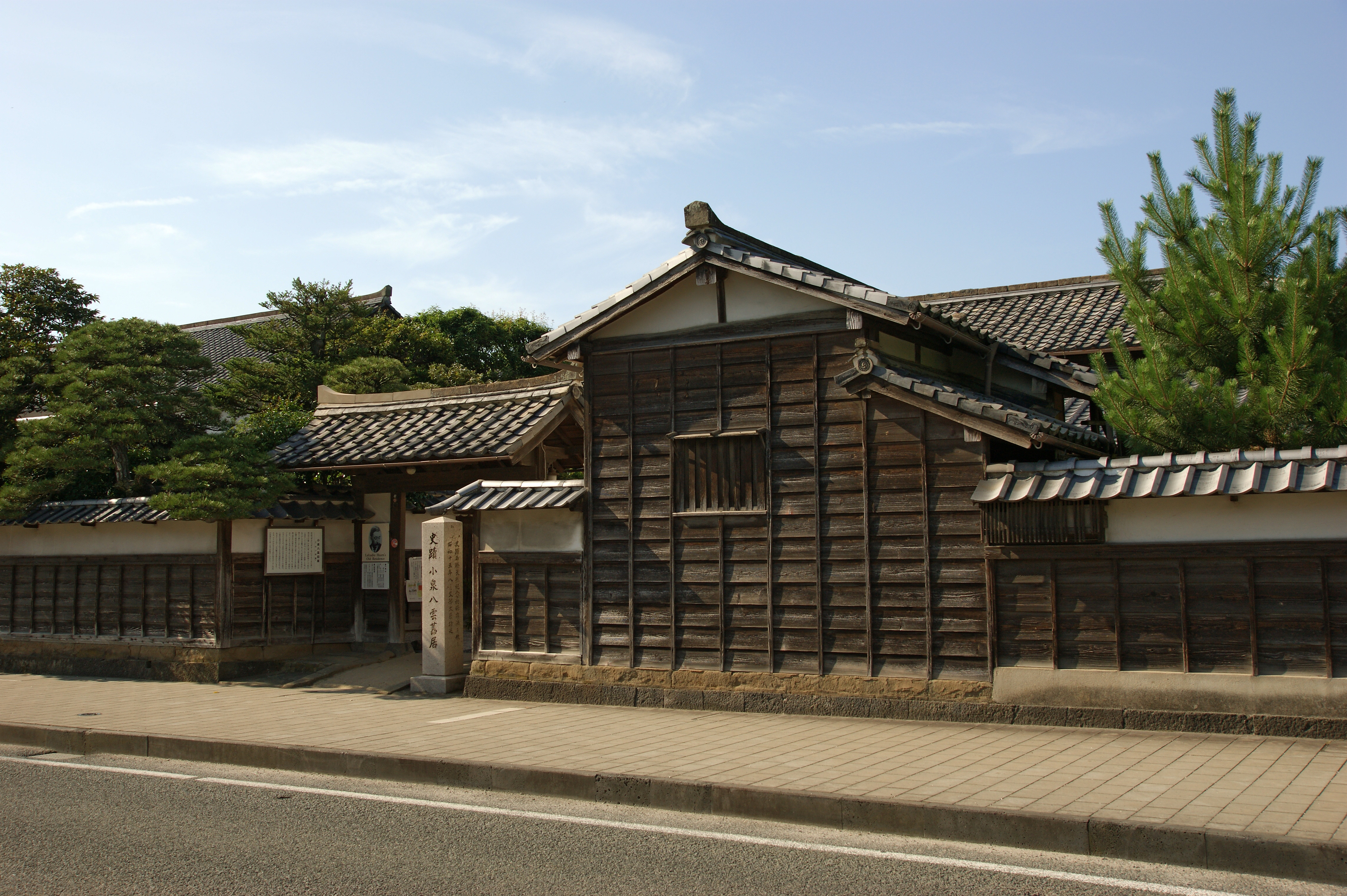
旧居

小泉八云纪念馆（英語：Lafcadio Hearn Memorial Museum）是一座位于日本岛根县松江市的博物馆。 

## 历史
1934年6月建成开馆。纪念日本作家小泉八云的博物馆，2016年4月其曾孙小泉凡担任馆长。每年约有15万游客参观。